# Annawadi oder Der Traum von einem anderen Leben
Annawadi oder Der Traum von einem anderen Leben (englischer Originaltitel: Behind the Beautiful Forevers: Life, Death, and Hope in a Mumbai Undercity) ist ein Sachbuch der zuvor bereits mit dem Pulitzer-Preis ausgezeichneten Journalistin Katherine Boo. Für ihr erstes Buch erhielt sie eine Reihe von Preisen, darunter den National Book Award und den Los Angeles Times Book Prize.
Boo, die zuvor überwiegend über verarmte Bevölkerungsschichten in den Vereinigten Staaten schrieb, schildert in ihrem Sachbuch den täglichen Überlebenskampf der Einwohner eines kleinen Slums in Mumbai, Indien, der den Namen Annawadi trägt. Sie konzentriert sich dabei auf die Lebenssituation einiger weniger Personen, darunter einem Müllsammler, einem weiblichen „Slumlord“ und einer College-Studentin. Boo ist eine US-Amerikanerin weißer Hautfarbe und lebte mehrere Jahre lang mit ihrem Mann, einem indischen Politologen, in Mumbai.

## Inhalt
Annawadi ist ein Slum, der auf Land entstand, das zum Flughafen Mumbai gehört. Im Jahr 1991 ließen sich dort Wanderarbeiter nieder, die während des Flughafenbaus in der Nähe beschäftigt waren. Besiedelt wurde von ihnen ein sumpfiges Gelände, das auf Grund der Bodenbeschaffenheit nicht für den Flughafen erschlossen werden sollte. Das Gebiet war sehr schnell dicht mit einfachen Hütten besiedelt. Die meisten Einwohner waren erst kürzlich aus anderen Regionen Indiens und Pakistans nach Mumbai gekommen; entsprechend lebten hier Menschen sehr unterschiedlicher Ethnien und Sprachen. Der englische Titel Behind the Beautiful Forevers leitet sich von den großen Werbetafeln entlang der Straße zum Flughafen ab, die mit der Werbezeile Beautiful forever (dt.: Für immer wunderschön) für italienische Badekacheln warben und gleichzeitig den Slum vor den Augen der Passagiere des Flughafens verbargen.
Boo interviewte über einen Zeitraum von drei Jahren die Einwohner dieses Slums. Armut, Hunger, Krankheit, Schmutz, Überschwemmungen in Folge von Monsunregen, ethnische Konflikte, Korruption, Gewalt, die durch das enge Miteinanderleben entstehenden Streitigkeiten und die über allem lagernde Angst, dass die Verwaltung des Flughafens den Slum von Bulldozern zerstören lassen wird, sind die ständigen Themen der in diesem Slum lebenden Personen. Boo konzentriert sich in ihrem Buch auf Personen wie Sunil, einen im Wachstum zurückgebliebenen Waisenjungen; Abdul Husain, der wie sein Vater Müllsammler ist; Fatima, die ein Bein verloren hat und von einem anderen Leben träumt; Manju, die entschlossen ist, die erste Einwohnerin des Slums zu sein, die das College abschließt und ihre Mutter Asha, die sich als „Slumlord“ zu etablieren versucht, weil es ihr Zugang zu Macht, Geld und Einfluss gibt, die aber dadurch auch Teil der Korruption wird, die das Leben der Slumbewohner dominiert. Die von Katherine Boo beschriebenen Ereignisse konzentrieren sich auf die Folgen der Selbstverbrennung Fatimas, die vor ihrem Tod fälschlich Abdul, seine Schwester und seinen Vater der Tat beschuldigt. Dies führt zu einer Verhaftung aller drei Personen durch eine korrupte Polizei, die an einer Aufklärung der Tathergänge nicht interessiert ist. Um die Vorgänge um die Selbstverbrennung von Fatima zu verstehen, interviewte sie nicht weniger als 168 Personen und studierte die Polizei-, Krankenhaus-, Leichenschauhaus- und Gerichtsakten.

## Hintergrund

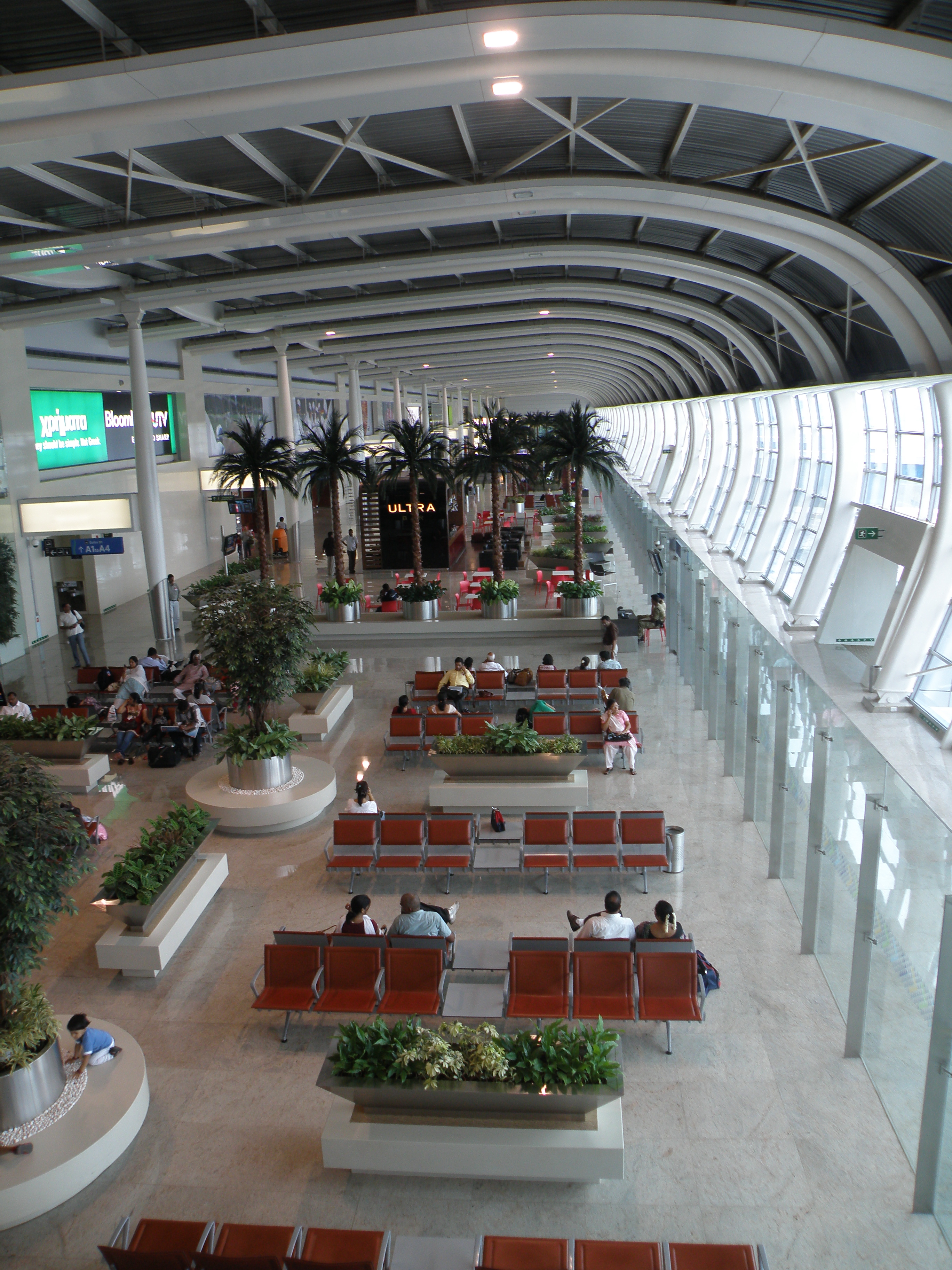
Der Slum Annawadi liegt nur unweit der gepflegten und luxuriösen Atmosphäre des Flughafens Mumbai.

Katherine Boo entschied sich, sich mit Annawadi näher auseinanderzusetzen, weil der aus nur 350 Hütten bestehende Slum klein und übersichtlich war. Er liegt an der Airport Road, die zum Flughafen führt, und konfrontiert auf extreme Weise das „neue Indien“ mit dem alten. Fünf Luxushotels liegen in unmittelbarer Nähe des Slums, nur eine mit Kokospalmen bestandene Allee trennt den Slum vom Eingang des internationalen Terminals des Flughafens.
In ihrem Nachwort erläutert Boo, dass sie schnell ungeduldig wurde mit den typischen Darstellungen der ärmsten Bevölkerungsschichten Indiens, die immer wieder abgemagerte Kinder in den Vordergrund stellten. Sie selbst interessierte viel mehr, welche Entwicklungsmöglichkeiten Indien diesen Kindern biete. Wessen Fähigkeiten würden sich angesichts der Sozial- und Wirtschaftspolitik Indiens durchsetzen und wessen Fähigkeiten würden vernachlässigt werden? Was würde dazu führen, dass diesen abgemagerten Kindern eine Zukunft mit weniger Armut offen stände? Sie ging aber auch der Frage nach, warum die verheerende Armut so großer Teile der indischen Bevölkerung, der eine kleine, sehr wohlhabende Schicht gegenübersteht, nicht zu größeren Konflikten in der indischen Gesellschaft führt. Im Nachwort schreibt Boo:

„Manche Menschen halten es für ein ‚moralisches‘ Problem, dass Reichtum und Armut so dicht nebeneinander existieren. Ich dagegen finde faszinierend, wie selten dieses Nebeneinander als ‚praktisches‘ Problem wahrgenommen wird. Schließlich gibt es mehr arme als reiche Leute in den Mumbais dieser Welt. Wieso eigentlich sehen Gegenden wie die Airport Road, in der Slums praktisch auf Tuchfühlung mit Luxushotels liegen, nicht aus wie die Bürgerkriegsszenarien in Videospielen? Warum implodieren unsere ungleichen Gesellschaften nicht viel öfter?“

Boo kommt allerdings auch zu dem Ergebnis, dass es die mangelnde Solidarität unter den Slumbewohnern ist, die ein Ausbrechen aus diesen Lebensumständen so schwer macht:

„Ohnmächtige Menschen gaben anderen ohnmächtigen Menschen die Schuld an allem, was ihnen fehlte. Manchmal räumten sie sich dabei selbst aus dem Weg, wie Fatima. Wenn sie Glück hatten, wie Asha, verbesserten sie ihr eigenes Los, indem sie anderen Armen alle Lebenschancen zunichte machten.“

## Rezeption
Bernard Imhasly nannte in einer Kritik für die Neue Zürcher Zeitung Annawadi oder Der Traum von einem anderen Leben ein Buch, das die Sicht des Lesers auf die Welt verändere. Diesem Urteil schließt sich auch Hans Durrer in seiner Besprechung für Buchkritik.at an. Imhasly schreibt weiter, dass Boo sich mit großer Empathie in diese Menschen einfühle und glaubhaft Gefühle, Reaktionen und Ereignisse rekonstruiere. Boo tue dies nicht wehleidig, sondern in einer unsentimentalen und dennoch lyrischen Prosa, die Distanz schafft und Mitgefühl. Das gelinge ihr, weil sie in diesem Slum so lange arbeitete, dass sie gar nicht mehr wahrgenommen wurde. Er kritisiert allerdings die nicht gelungene und teils fehlerhafte Übersetzung und den unglücklich gewählten deutschen Titel. Auch Sabrina Matthay bescheinigt in einer Kritik für das Deutschlandradio dem Buch hohe Qualität und bemängelt die deutsche Übersetzung – die ungehobelte Umgangssprache, mit der die Dialoge der Annawadianer einen betont proletenhaften Anstrich erhalten, sei ein Merkmal allein der deutschen Übersetzung. Die Autorin hatte darauf im Original verzichtet. Da Matthay das Buch als brillanten Bericht einstuft, empfiehlt sie die Lektüre des amerikanischen Originals. Ebenfalls positiv war die Besprechung in der taz, die dem Buch eine nachhaltige Wirkung auf den Leser bescheinigt:

„Die Geschichten von Ahmed und Sunil, den beiden jungen Müllsammlern, deren Schicksal Katerine Boo verfolgt, werden einem bleiben. Das Buch trägt dazu bei, sich die Geschichten von der Globalisierung und der Entwicklung der Welt nicht mit politischen Allgemeinbegriffen, sondern im Konkreten etwas genauer zu erzählen.“

## Auszeichnungen
- 2012 National Book Award, Gewinner in der Kategorie Sachbuch[2]
- 2012 National Book Critics Circle Award, Nominierung in der Kategorie Sachbuch[12]
- 2012 Samuel Johnson Prize, Nominierung[13]
- 2012 Guardian First Book Award, Nominierung[14]
- 2012 New York Times Bestseller; Annawadi oder Der Traum von einem anderen Leben wurde von The New York Times zu einem der zehn besten Bücher des Jahres 2012 gewählt.[15]
- 2012 Salon What to Read Awards[16]
- 2012 Los Angeles Times Book Prize[17]
- 2013 PEN/John Kenneth Galbraith Award[18]
- 2013 Helen Bernstein Book Award for Excellence in Journalism

## Ausgaben
- Katherine Boo: Behind the Beautiful Forevers: Life, Death, and Hope in a Mumbai Undercity, Random House, New York 2011, ISBN 978-1-4000-6755-8.
- Katherine Boo: Annawadi oder Der Traum von einem anderen Leben. Aus dem Amerikan. von Pieke Biermann. Droemer, München 2012, ISBN 978-3-426-27592-4.

## Einzelbelege
1. ↑  Behind the Beautiful Forevers. Random House, abgerufen am 2. Februar 2014 (englisch).
2. 1 2  Leslie Kaufman: Novel About Racial Injustice Wins National Book Award. In: New York Times. 14. November 2012, abgerufen am 15. November 2012 (englisch).
3. ↑  Boo, Behind the Beautiful Forevers, S. 252
4. ↑  Boo, Behind the Beautiful Forevers, S. 247.
5. ↑  Boo, Behind the Beautiful Forevers, S. 249.
6. ↑  Boo, Behind the Beautiful Forevers, S. 248. Im Original lautet das Zitat: Some people consider such juxtapositions of wealth and poverty a moral problem. What fascinates me is why they're not more of a practical one. After all, there are more poor people than rich people in the world's Mumbais. Why don't places like Airport Road, whith their cheek-by-jowl slums and luxury hotels, look like the insurrectionist video game Metal Slug 3? Why don't more of our unequal societies implode?
7. ↑  Boo, Behind the Beautiful Forevers, S. 237. Im Original lautet das Zitat: ... powerless individuals blamed other powerless individuals for what they lacked. Sometimes, like Fatima, they destroyed themselves in the process. When they were fortunate, like Asha, they improved their lots by beggaring the life chances of other poor people.
8. ↑  Buchbesprechung von Hans Dürrer auf Buchkritik.at (Memento vom 28. März 2014 im Internet Archive), aufgerufen am 28. März 2014
9. ↑  Bernhard Imhaslys Buchbesprechung, aufgerufen am 26. März 2014
10. ↑  Buchbesprechung im Deutschlandradio, aufgerufen am 27. März 2014
11. ↑   Buchbesprechung taz, aufgerufen am 26. März 2014
12. ↑  John Williams: National Book Critics Circle Names 2012 Award Finalists. In: New York Times. 14. Januar 2012, abgerufen am 15. Januar 2013 (englisch).
13. ↑  Alison Flood:  Six books to 'change our view of the world' on shortlist for non-fiction prize In: The Guardian, 5. Oktober 2012. Abgerufen im 5. Oktober 2012 (englisch).
14. ↑  Alison Flood: Guardian First Book award 2012 shortlist announced. In: The Guardian. 8. November 2012, abgerufen am 8. November 2012 (englisch).
15. ↑   The 10 Best Books of 2012 In: The New York Times, 30. November 2012 (englisch).
16. ↑  David Daley: The What To Read Awards: Top 10 Books of 2012. In: salon.com. 23. Dezember 2012, abgerufen am 24. Dezember 2012 (englisch).
17. ↑  Announcing the 2012 Los Angeles Times Book Prize winners. In: LA Times. 19. April 2013, abgerufen am 21. April 2013 (englisch).
18. ↑  Carolyn Kellogg: Jacket Copy: PEN announces winners of its 2013 awards. In: Los Angeles Times. 14. August 2013, abgerufen am 14. August 2013 (englisch).